# Go Away White
Go Away White — п'ятий студійний альбом англійської групи Bauhaus, який був випущений 3 березня 2008 року.

## Композиції
1. Too Much 21st Century — 3:53
2. Adrenalin — 5:39
3. Undone — 4:46
4. International Bulletproof Talent — 4:02
5. Endless Summer of the Damned — 4:44
6. Saved — 6:27
7. Mirror Remains — 4:58
8. Black Stone Heart — 4:32
9. The Dog's a Vapour — 6:49
10. Zikir — 3:04

## Склад
- Пітер Мерфі: гітара, вокал
- Деніел Еш : гітара
- Девід Джей: бас
- Кевін Гаскінс: ударні